# Yasemin Adar
Yasemin Adar (født 6. september 1991) er en tyrkisk bryder, der konkurrerer i fristil.
Hun repræsenterede Tyrkiet ved sommer-OL 2016 i Rio de Janeiro, hvor hun blev elimineret i anden runde.
Under sommer-OL 2020 i Tokyo, som blev afholdt i 2021, tog hun bronze.